# 파빌리온 쿠알라룸푸르
파빌리온 쿠알라룸푸르(영어: Pavilion Kuala Lumpur)는 말레이시아 쿠알라룸푸르 부킷빈탕에 있는 쇼핑 센터이다. 파빌리온 쿠알라룸푸르는 8개의 쇼핑 구역과 1개의 부티크 거리로 구성되어 있다.

## 역사
파빌리온 쿠알라룸푸르는 쿠알라룸푸르에서 가장 오래된 학교인 부킷 빈탕 여학교가 있던 자리에 지어졌으며, 2000년 세콜라 세리 빈탕 우타라로 체라스로 이전했다. 2007년 9월 20일에 개장한 이 쇼핑몰은 프리미어 쇼핑 센터, 서비스 아파트 2개 블록, 오피스 블록 및 5성급 호텔로 구성되어 있다. 또한 2016년에 파빌리온 엘리트(Pavilion Elite)라는 확장 공사를 거쳤으며, 그 위에 새로운 주거 블록이 개발되었다.

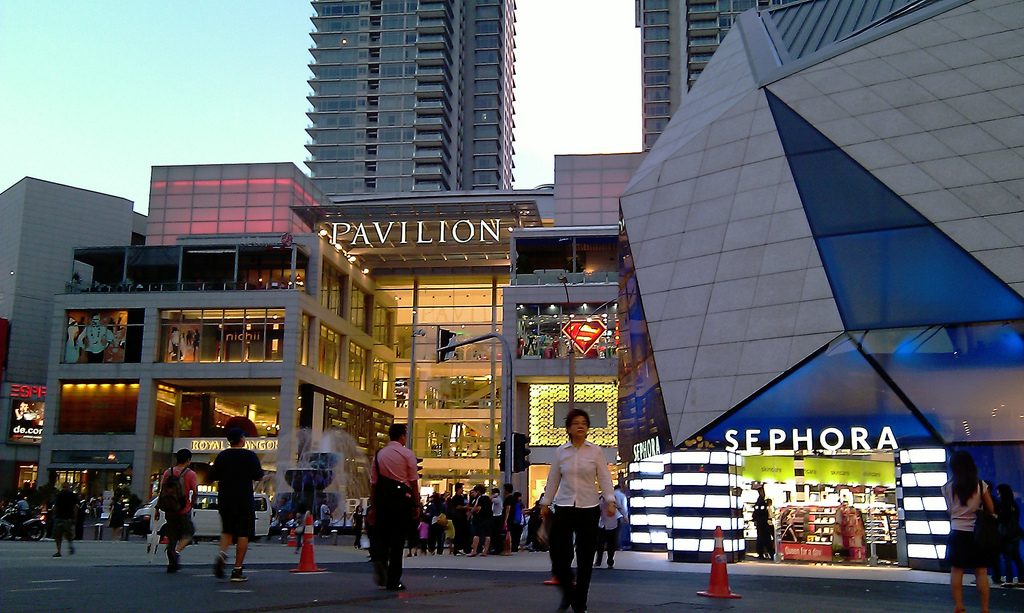
외관 보수 전의 파빌리온 KL

2021년 12월 3일, 쿠알라룸푸르 남부 교외에 180만 평방 피트의 쇼핑과 말레이시아에서 가장 긴 무지 스토어와 함께 말레이시아 최초의 츠타야 서점을 특징으로 하는 파빌리온 부킷 잘릴(Pavilion Bukit Jalil)이라는 이름으로 자매 쇼핑몰을 열었다. 이 쇼핑몰은 중앙 코트에 프로젝션 맵핑 돔도 갖추고 있다. 동일한 이름의 세번째 쇼핑몰인 파빌리온 다만사라 하이츠는 2023년 10월 9일 대중에게 공개되었다.

## 쇼핑 구역

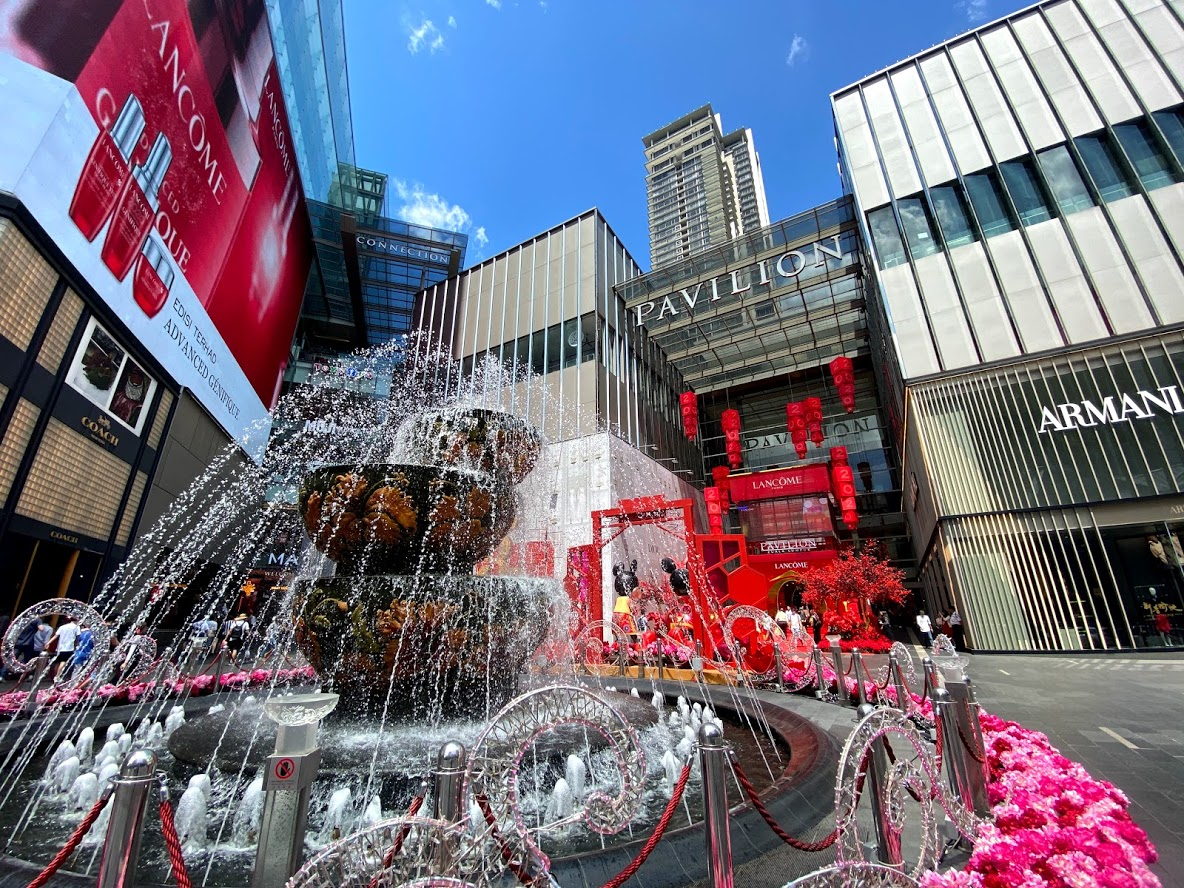
파빌리온 쿠알라룸푸르 정문 앞 분수대, 말레이시아 관광청 홍보사진으로 자주 사용

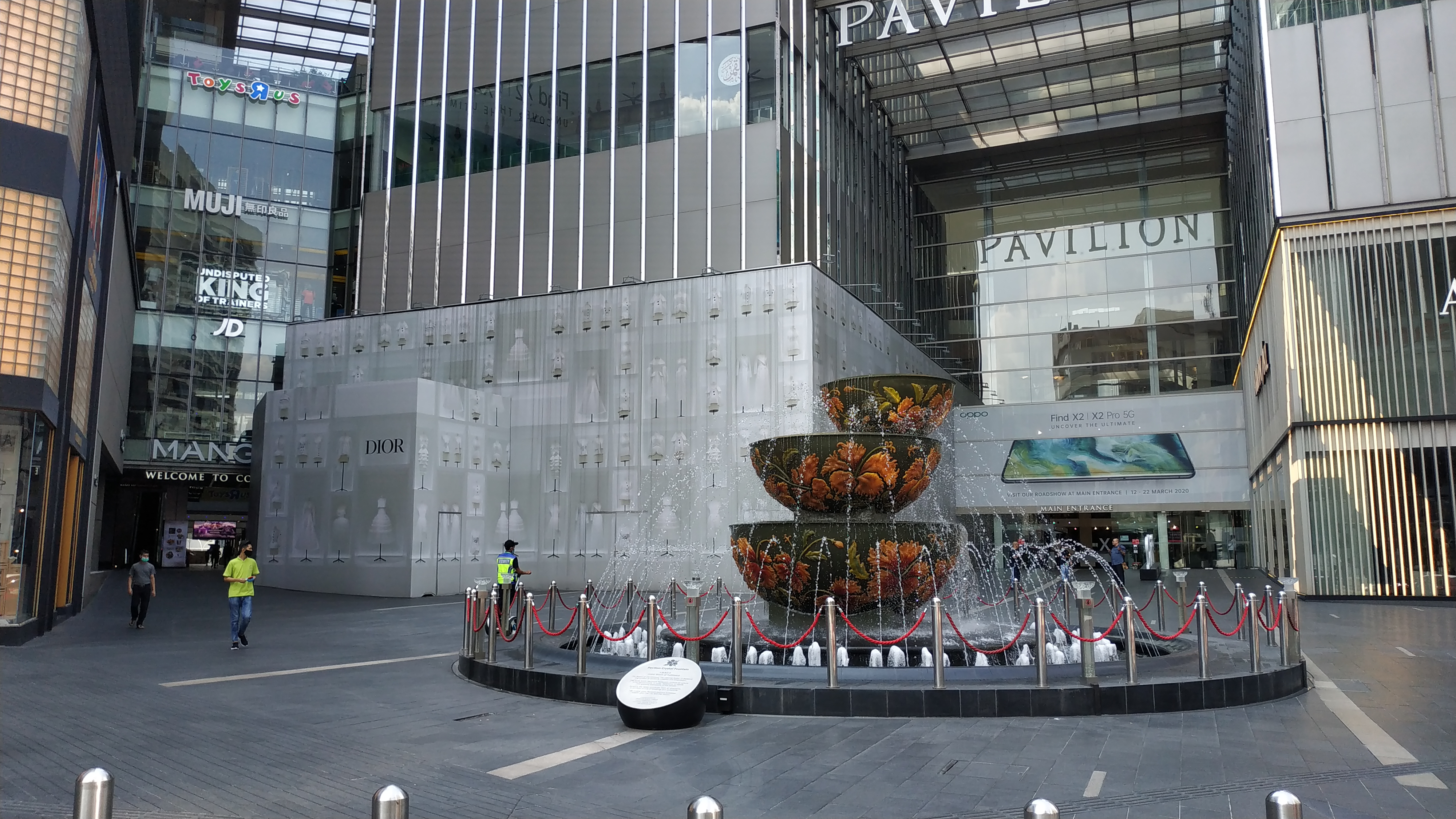
2019 코로나바이러스 말레이시아 행동통제령 발효 기간 동안 텅 빈 파빌리온 쿠알라룸푸르

파빌리온 쿠알라룸푸르는 8개의 쇼핑 구역과 한 줄로 늘어선 길거리 부티크로 구성되어 있다.

### 뷰티홀
20,400 제곱피트 (1,900 m2) 규모의 뷰티홀은 수많은 스파와 살롱을 갖춘 쇼핑객들에게 휴식과 휴식의 오아시스이다.

### 센트럴 코트

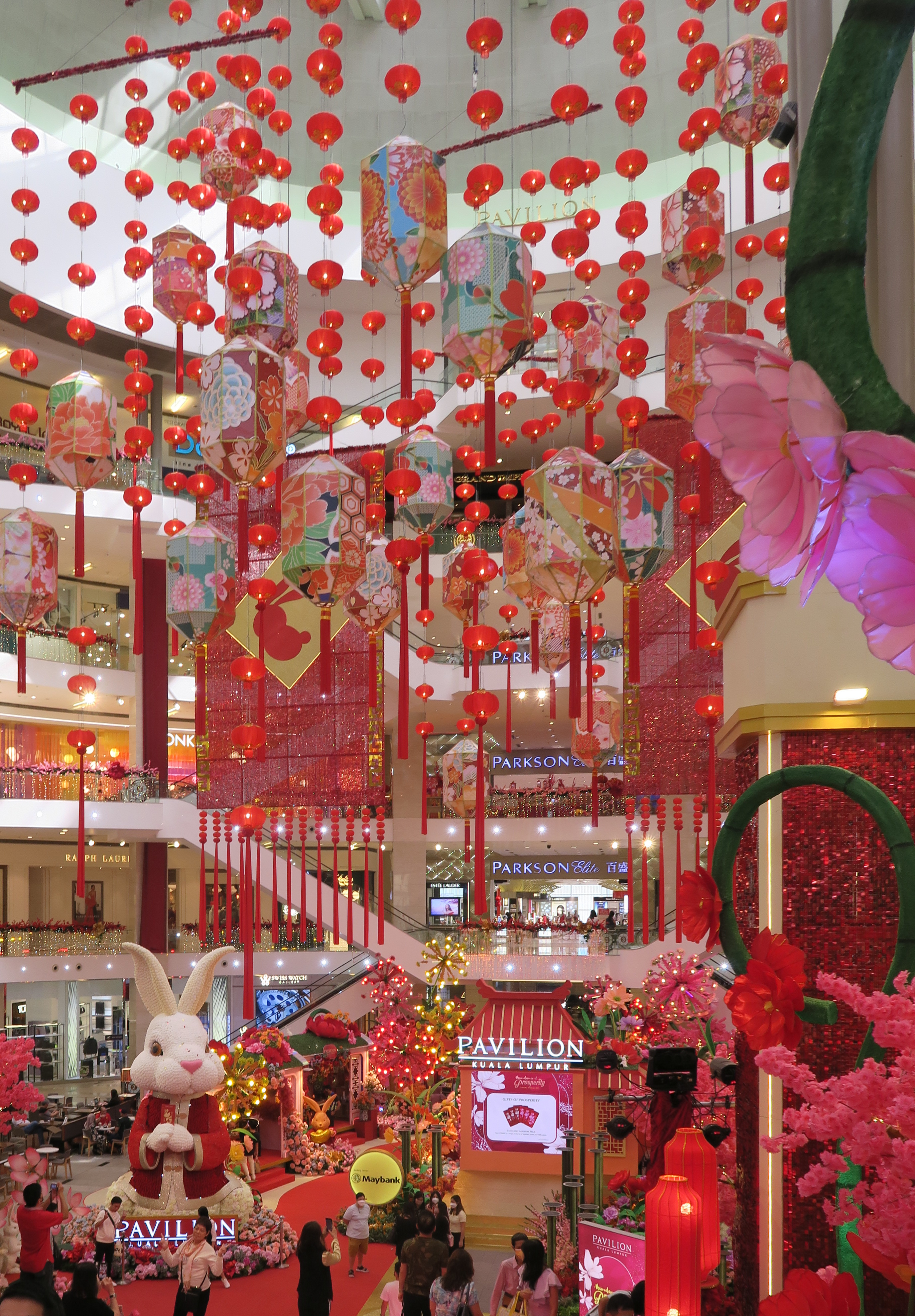
2023년 파빌리온 센트럴 코트에 전시된 중국 춘절

돔과 커피빈 & 티리프 외에도, 센트럴 코트는 모든 대규모 행사와 판촉 행사가 열리는 곳이다. KL 패션 위크와 와쿠와쿠 재팬 페스티벌 등 축제와 주제 행사들이 모두 이 곳에서 열린다. 크리스마스 축하 행사 때는 아시아에서 가장 높은 스와로브스키 크리스마스 트리가 있었다.

### 연결
커넥션은 많은 레스토랑, 카페, 디저트 장소 및 커피숍이 있는 알프레시 분위기로 고객을 상쾌하게 해주는 트렌디한 허브입니다. 커넥션은 또한 다가오는 다디 시네마와 레드 박스 플러스 노래방의 본거지이다.

### 쿠튀르 파빌리온
2층과 3층에 위치한 쿠튀르 파빌리온은 세계에서 가장 유명한 패션 브랜드를 전문으로 하는 곳이다.

### 다이닝 로프트
7층에 위치한 다이닝 로프트(Dining Loft)에는 말레이시아 최초의 레스토랑과 캐주얼 다이닝 레스토랑이 있다.

### 패션 애비뉴
2층과 3층에 위치한 패션 애비뉴는 크고 인기있는 유명 브랜드들을 한곳에 모아 패션을 선도하고 트렌드를 선도하는 사람들의 요구를 충족한다.

### 미식가 백화점
1층 전체에 걸쳐 있는 고메 엠포리움은 다양한 식사를 선택할 수 있는 음식 피난처이다. 고메 엠포리움 메르카토(콜드 스토리지 소유)가 경내를 고정하고 싱가포르 푸드코트 체인인 푸드 리퍼블릭이 음식의 아트리움을 정박하고있다. 고메 엠포리움 근처에는 인접한 패런하이트 88로 연결되는 지하도가 있다.

### 도쿄 스트리트

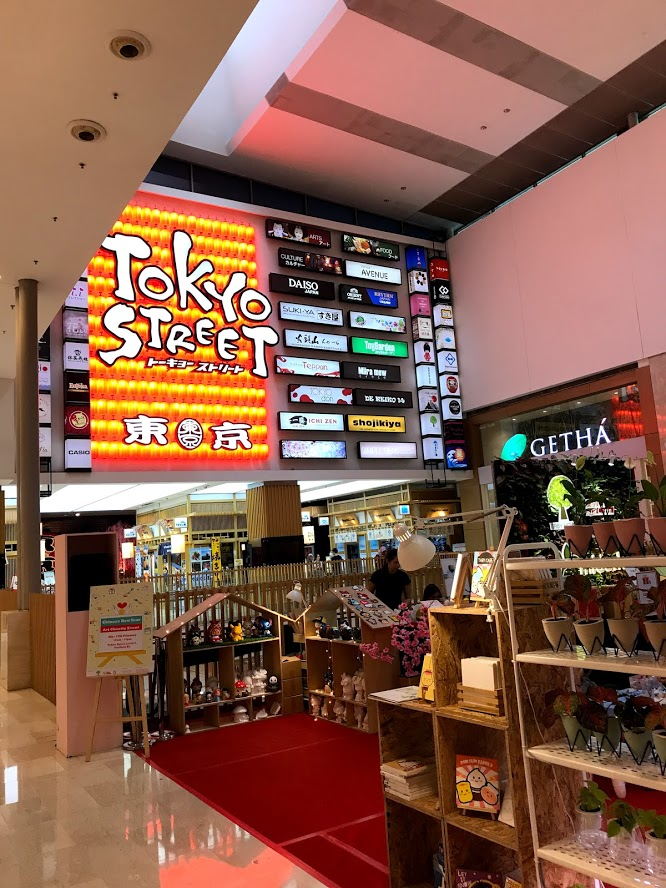
도쿄 스트리트

파빌리온의 6층에 위치한 도쿄 스트리트는 일본의 전통적 요소와 현대적 요소가 한 지붕 아래 결합된 일본 테마 구역이다. 이 곳에는 다이소, 유명 일식 레스토랑과 일본을 테마로 한 기념품 가게 등이 있다. 인기 샤부샤부 식당인 스키야가 있다.

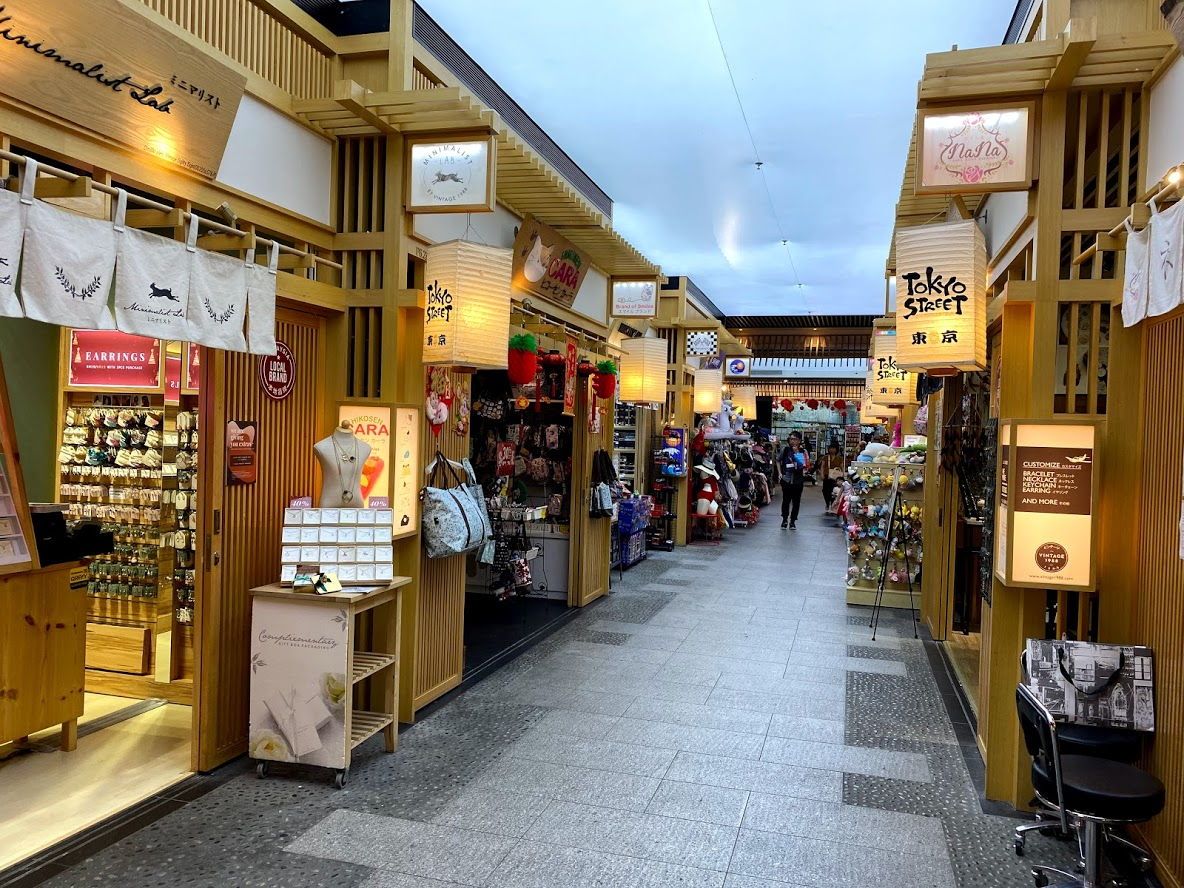
쇼핑몰의 도쿄 스트리트 코너
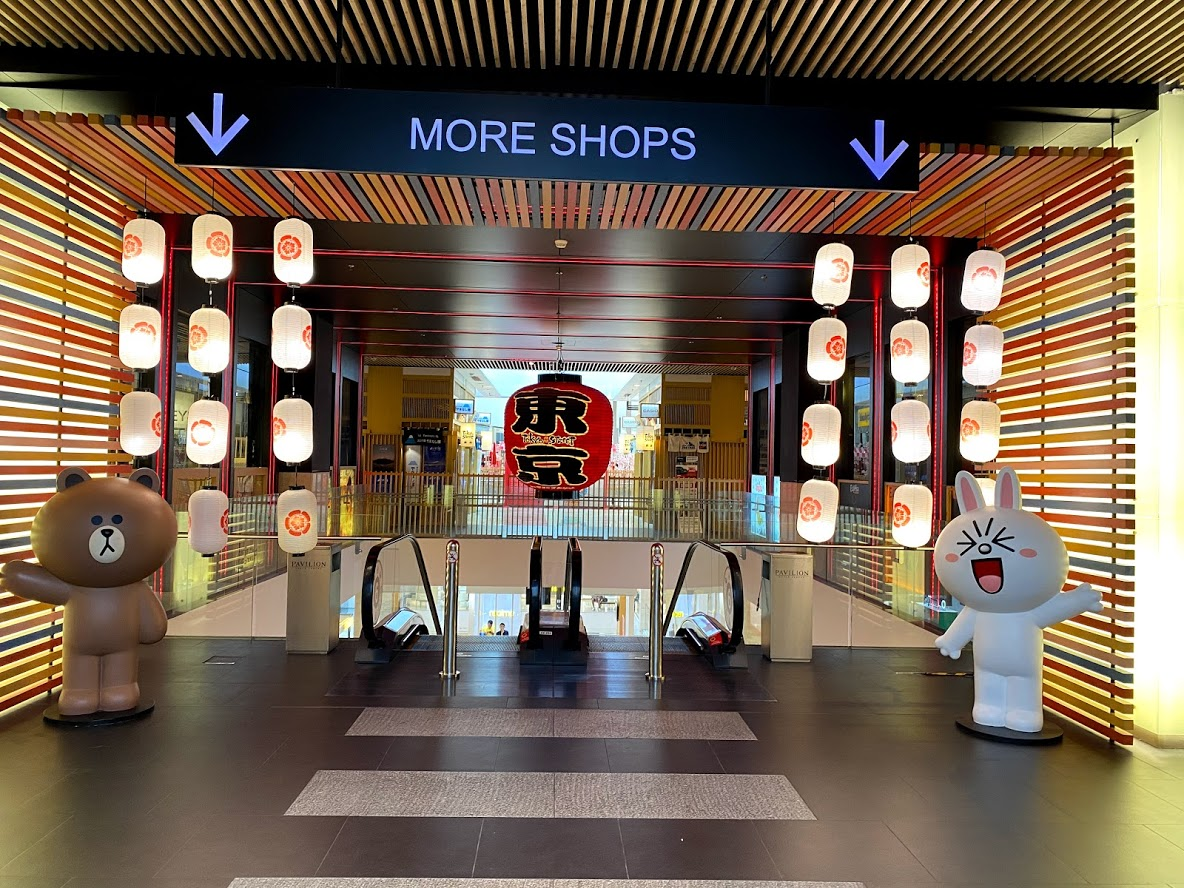
도쿄 스트리트의 일본 요소
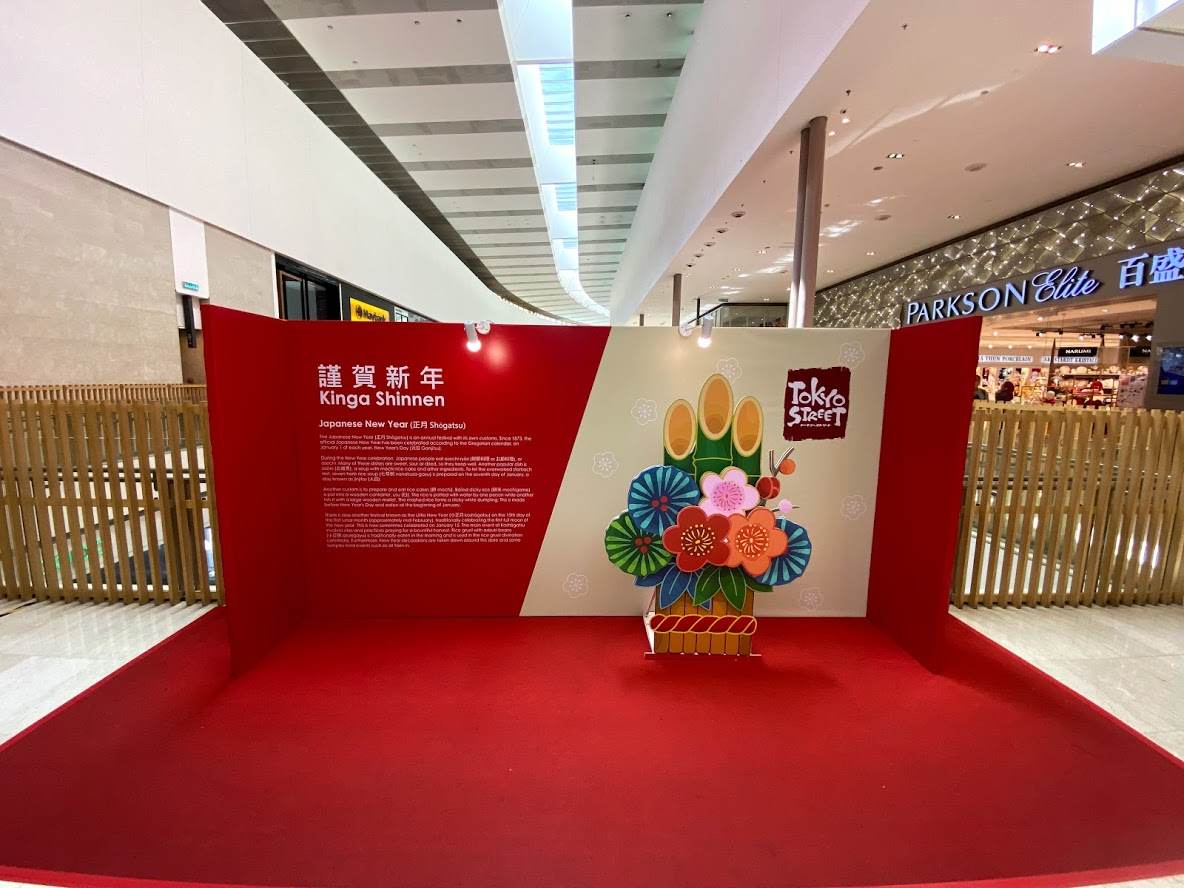
일본 대사관이나 기업과 제휴해 일본 문화를 소개하는 일이 잦다.

## 파빌리온 엘리트
파빌리온 엘리트(Pavilion Elite)는 파빌리온 KL의 소매점 확장으로 센터의 인근에 건설되었다. 2016년 11월 29일 일반인들에게도 문을 열었다. 파빌리온 엘리트는 10개 층에 걸쳐 250,000평방피트(대지 면적 약 1.29에이커)의 알짜배기 공간을 가지고 있다. 소매점에는 동남아시아 최대 규모의 코치 매장과 말레이시아 최초의 COS가 자리하고 있다.

## 운송

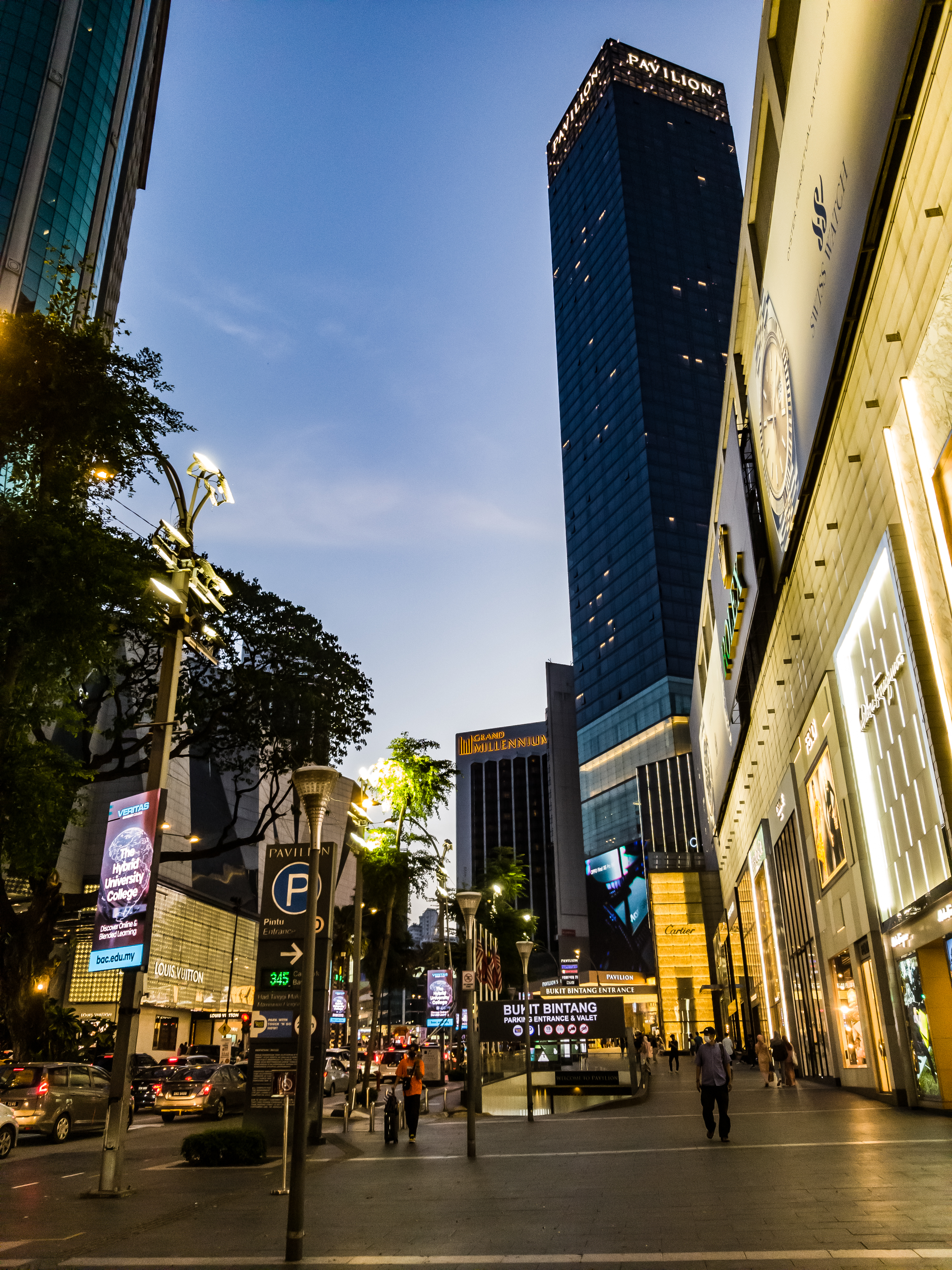
파빌리온 쿠알라룸푸르와 잘란 부킷 빈탕을 마주보고 있는 장면.

파빌리온 쿠알라룸푸르는 남쪽의 부킷 빈탕 MRT 역 / 부킷빈탕 모노레일역 또는 북쪽의 라자 출란 모노레일역에서 짧은 도보 거리에 위치해 있다. 또한 이 곳은 높은 보행자 통로를 통해 쿠알라룸푸르 컨벤션 센터 및 수리아 KLCC와 연결되어 있다. 보행자용 보행로는 에어컨이 설치되어 있으며 길이는 약 1km, 도보로 약 15~20분 정도 소요된다.

## 같이 보기
- 부킷빈탕